# American Battle Monuments Commission
L’American Battle Monuments Commission (en français, la « Commission des Monuments Américains de bataille ») est une agence indépendante du gouvernement des États-Unis chargée de l'entretien des monuments et cimetières militaires américains situés sur, ou hors du territoire des États-Unis.

## Historique
Fondée par le Congrès des États-Unis en 1923, l'American Battle Monuments Commission est une branche autonome du pouvoir exécutif du gouvernement américain. Elle a pour mission de conserver la mémoire des sacrifices et des exploits des forces militaires américaines là où elles servirent depuis le 6 avril 1917, date de l'entrée des États-Unis dans la Première Guerre mondiale.
La Commission est responsable de l'étude, de la construction et de l'entretien permanent des cimetières militaires et monuments américains établis en dehors du territoire des États-Unis, de même que la supervision de monuments érigés à l'étranger par des citoyens ou associations américaines tant publiques que privées, et d'encourager ceux-ci à les maintenir en état.

## Structure de l'ABMC

### Présidents
| Période     | Nom                                 | Arme              |
| ----------- | ----------------------------------- | ----------------- |
| 1923-1948   | Général des armées John J. Pershing | Armée             |
| 1949-1959   | Général de l'armée George Marshall  | Armée             |
| 1960-1969   | Général Jacob L. Devers             | Armée             |
| 1969-1984   | Général Mark W. Clark               | Armée             |
| 1985-1990   | Général Andrew Goodpaster           | Armée             |
| 1991-1994   | Général Paul X. Kelley              | Corps des Marines |
| 1994-2001   | Général Frederick F. Woerner, Jr.   | Armée             |
| 2001-2005   | Général Paul X. Kelley              | Corps des Marines |
| 2005-2009   | Général Frederick M. Franks, Jr.    | Armée             |
| 2009        | John W. Nicholson (intérim)         |                   |
| 2010-2018   | General Merrill McPeak              | Armée de l'air    |
| 2018-2021   | David Urban                         |                   |
| Depuis 2021 | Lieutenant général Mark Hertling    | Armée             |

### Secrétaires
| Période     | Nom                             |
| ----------- | ------------------------------- |
| 2021-2022   | Robert J. Dalessandro (intérim) |
| Depuis 2022 | Charles Djou                    |

## Cimetières gérés
Liste des cimetières militaires américains gérés par cette commission :
| Cimetière                        | Localité                | Pays        | Conflit | Inauguration            | Soldats inhumés | Soldats disparus | Web     |
| -------------------------------- | ----------------------- | ----------- | --- | ----------------------- | --------------- | ---------------- | ------- |
| Aisne-Marne American Cemetery    | Belleau                 | France      | Première Guerre mondiale | 1937                    | 2 289           | 1 060            | Details |
| Ardennes American Cemetery       | Neupré                  | Belgique    | Seconde Guerre mondiale | 1960                    | 5 323           | 463              | Details |
| Brittany American Cemetery       | Saint-James             | France      | Seconde Guerre mondiale | 1956                    | 4 409           | 499              | Details |
| Brookwood American Cemetery      | Brookwood               | Royaume-Uni | Première Guerre mondiale | 1937                    | 468             | 563              | Details |
| Cambridge American Cemetery      | Cambridge               | Royaume-Uni | Seconde Guerre mondiale | 1956                    | 3 812           | 5 127            | Details |
| Clark Veterans Cemetery          | Ángeles                 | Philippines | Guerre américano-philippine et conflits ultérieurs | c. 1900 2013 par l'ABMC | plus de 8 000   |                  | Details |
| Corozal American Cemetery        | Panama                  | Panama      | Combattants de Guerre américano-mexicaine Guerre de Sécession Première Guerre mondiale Seconde Guerre mondiale Ouvriers ayant participé à la construction du Canal de Panama. | 1914 1982 par l'ABMC    | 5 490           |                  | Details |
| Epinal American Cemetery         | Dinozé                  | France      | Seconde Guerre mondiale | 1944 1956 par l'ABMC    | 5 255           | 424              | Details |
| Flanders Field American Cemetery | Waregem                 | Belgique    | Première Guerre mondiale | 1937                    | 368             | 43               | Details |
| Florence American Cemetery       | Impruneta               | Italie      | Seconde Guerre mondiale | 1960                    | 4 402           | 1 409            | Details |
| Henri-Chapelle American Cemetery | Hombourg                | Belgique    | Seconde Guerre mondiale | 1960                    | 7 992           | 450              | Details |
| Lorraine American Cemetery       | Saint-Avold             | France      | Seconde Guerre mondiale | 1960                    | 10 489          | 444              | Details |
| Luxembourg American Cemetery     | Luxembourg              | Luxembourg  | Seconde Guerre mondiale | 1960                    | 5 076           | 371              | Details |
| Manila American Cemetery         | Manille                 | Philippines | Seconde Guerre mondiale | 1960                    | 17 201          | 36 285           | Details |
| Meuse-Argonne American Cemetery  | Romagne-sous-Montfaucon | France      | Première Guerre mondiale | 1937                    | 14 246          | 954              | Details |
| Mexico City National Cemetery    | Mexico                  | Mexique     | Guerre américano-mexicaine Guerre de Sécession Guerre hispano-américaine | 1851                    | 813             | 750              | Details |
| Netherlands American Cemetery    | Margraten               | Pays-Bas    | Seconde Guerre mondiale | 1960                    | 8 301           | 1 722            | Details |
| Normandy American Cemetery       | Colleville-sur-Mer      | France      | Seconde Guerre mondiale | 1956                    | 9 387           | 1 557            | Details |
| North Africa American Cemetery   | Carthage                | Tunisie     | Seconde Guerre mondiale | 1960                    | 2 841           | 3 724            | Details |
| Oise-Aisne American Cemetery     | Fère-en-Tardenois       | France      | Première Guerre mondiale | 1937                    | 6 012           | 241              | Details |
| Rhone American Cemetery          | Draguignan              | France      | Seconde Guerre mondiale | 1956                    | 860             | 294              | Details |
| Sicily-Rome American Cemetery    | Nettuno                 | Italie      | Seconde Guerre mondiale | 1956                    | 7 861           | 3 095            | Details |
| Somme American Cemetery          | Bony                    | France      | Première Guerre mondiale | 1937                    | 1 844           | 333              | Details |
| St. Mihiel American Cemetery     | Thiaucourt-Regniéville  | France      | Première Guerre mondiale | 1937                    | 4 153           | 284              | Details |
| Suresnes American Cemetery       | Suresnes                | France      | Première Guerre mondiale Seconde Guerre mondiale | 1937                    | 1 565           | 974              | Details |

## Monuments gérés

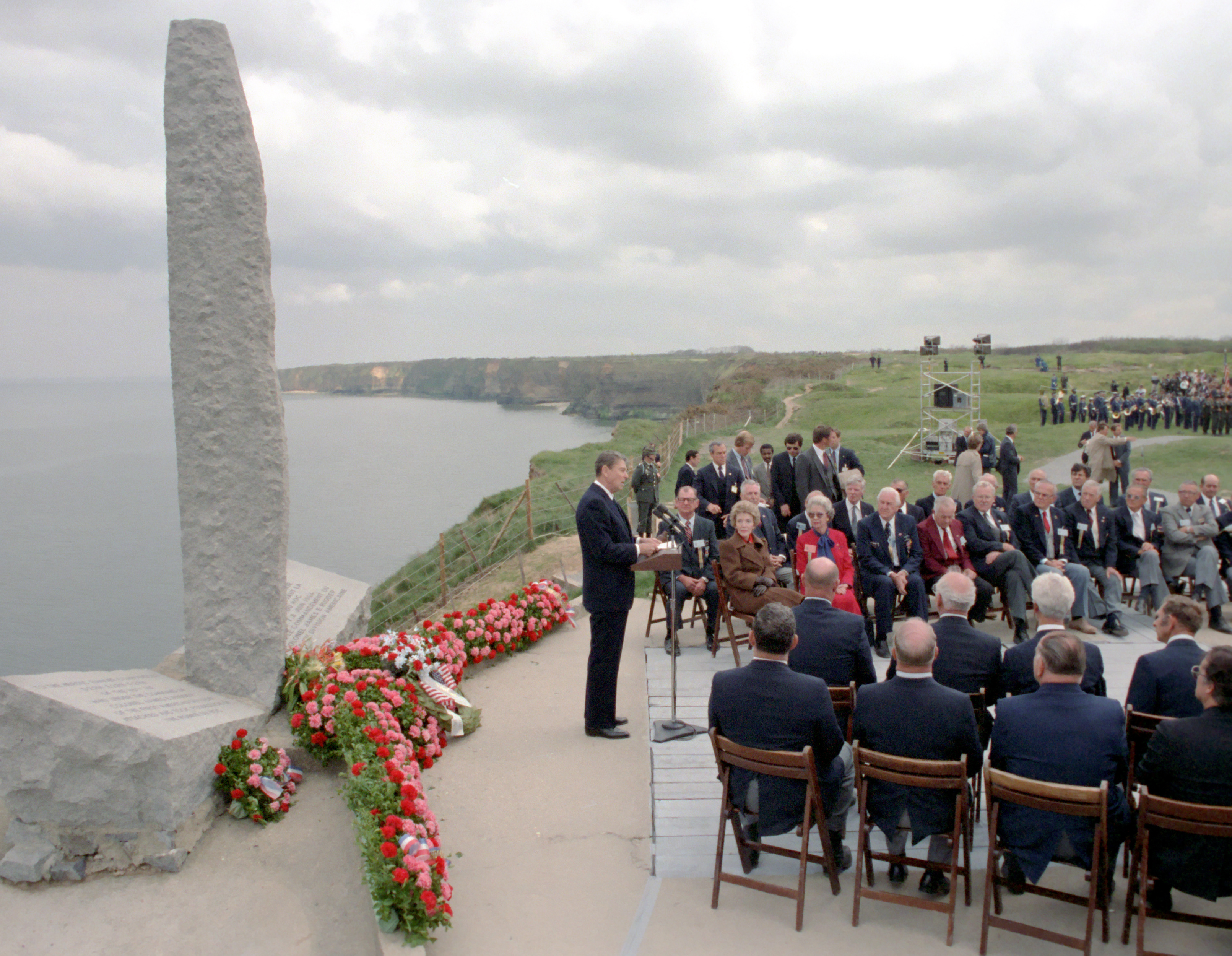
Pointe du Hoc Ranger Monument lors d'une cérémonie en 1984 en présence de Ronald Reagan, pour le 40e anniversaire du D-Day.

Liste des monuments américains gérés par cette commission :
| Monument                             | Localité                  | Pays                      | Hommage | Bataille                                                                             | Web                       |
| Guerre hispano–américaine            | Guerre hispano–américaine | Guerre hispano–américaine | Guerre hispano–américaine | Guerre hispano–américaine                                                            | Guerre hispano–américaine |
| ------------------------------------ | ------------------------- | ------------------------- | --- | ------------------------------------------------------------------------------------ | ------------------------- |
| Santiago Surrender Tree              | Santiago de Cuba          | Cuba                      | Site de la négociation avec le Général espagnol José Toral pour la reddition de Santiago de Cuba le 13 juillet 1898. | Siège de Santiago de Cuba                                                            | Details                   |
| Première Guerre mondiale             |                           |                           | |                                                                                      |                           |
| Audenarde American Monument          | Audenarde                 | Belgique                  | 37e et 91e divisions. | Octobre et novembre 1918                                                             | Details                   |
| Belleau Wood American Monument       | Belleau                   | France                    | 5e et 6e régiments de la 4e brigade des Marines. | Bataille du bois Belleau                                                             | Details                   |
| Bellicourt American Monument         | Bellicourt                | France                    | 27e et 30e divisions. | Bataille du canal de Saint-Quentin                                                   | Details                   |
| Cantigny American Monument           | Cantigny                  | France                    | 28e régiment d'infanterie de la 1re division. | Bataille de Cantigny                                                                 | Details                   |
| Château-Thierry American Monument    | Château-Thierry           | France                    | Soldats américains et français. | Offensive de l'Aisne-Marne et Offensive de l'Oise-Aisne                              | Details                   |
| Chaumont AEF Headquarters Marker     | Chaumont                  | France                    | Corps expéditionnaire américain (AEF) sous le commandement du général Pershing. | Quartier général de l'AEF, du 1er septembre 1917 au 11 juillet 1919                  | Details                   |
| Kemmel American Monument             | Ypres                     | Belgique                  | 27e et 30e divisions du IIe corps. | Offensive d'Ypres-Lys, du 18 août au 4 septembre 1918                                | Details                   |
| Montfaucon American Monument         | Montfaucon-d'Argonne      | France                    | First Army et Second Army. | Offensive Meuse-Argonne, du 26 septembre au 11 novembre 1918                         | Details                   |
| Montsec American Monument            | Montsec                   | France                    | 1re et 2e Armées. | 12-16 septembre et 9-11 novembre 1918                                                | Details                   |
| Naval Monument de Brest              | Brest                     | France                    | Forces navales américaines et françaises engagées lors de la Première Guerre mondiale. | Quartier-général des forces navales françaises et américaines                        | Details                   |
| Naval Monument at Gibraltar          | Détroit de Gibraltar      | Gibraltar                 | Marines américaine et britannique et leurs victoires majeures. | Août 1917-11 novembre 1918                                                           | Details                   |
| Sommepy American Monument            | Sommepy-Tahure            | France                    | 70 000 hommes de troupe qui ont repoussé l'armée allemande au nord de l'Aisne : 42e division 369e, 371e, et 372e régiments d'infanterie 2e et 36e divisions. | 15-18 juillet, 26 septembre-8 octobre, 29 septembre-28 octobre et 11-27 octobre 1918 | Details                   |
| Souilly American Headquarters Marker | Souilly                   | France                    | Quartier-général de la 1re Armée pendant les derniers mois de la guerre. | Offensive Meuse-Argonne                                                              | Details                   |
| Tours American Monument              | Tours                     | France                    | 24 000 civils du service des approvisionnements et 645 000 soldats du corps expéditionnaire américain qui ont : - construit près de 1 600 km de voies ferrées, - assemblé plus de 1 500 locomotives et 18 000 voitures et wagons ; - géré des hôpitaux pour une capacité totale de 192 844 lits. |                                                                                      | Details                   |
| Seconde Guerre mondiale              |                           |                           | |                                                                                      |                           |
| Cabanatuan American Memorial         | Cabanatuan City           | Philippines               | Victimes américaines et philippines de la Bataan Death March et des camps d'internement de Cabanatuan. |                                                                                      | Details                   |
| East Coast Memorial for the Missing  | New York                  | États-Unis                | 4 611 marins et autres personnels disparus dans l'Atlantique pendant la guerre. | Bataille de l'Atlantique                                                             | Details                   |
| Guadalcanal American Memorial        | Guadalcanal               | Salomon                   | Soldats américains et alliés morts à la bataille de Guadalcanal. | Campagne de Guadalcanal                                                              | Details                   |
| Honolulu Memorial                    | Honolulu                  | États-Unis                | 18 096 soldats américains disparus dans le Pacifique (sauf Pacifique sud-ouest) et aux 8 200 disparus de la guerre de Corée. |                                                                                      | Details                   |
| Pointe du Hoc American Monument      | Cricqueville-en-Bessin    | France                    | Membres du 2e bataillon de Rangers qui, le 6 juin 1944, ont escaladé la falaise de la pointe du Hoc et se sont emparés de l'artillerie allemande qui aurait pu servir à tirer sur les troupes américaines débarquant sur les plages d'Omaha et Utah.                                             | D-Day                                                                                | Details                   |
| Papua American Marker                | Papouasie Nouvelle-Guinée | Papouasie-Nouvelle-Guinée | Aux soldats américains ayant combattu dans le sud-ouest du Pacifique. | Théâtre du Pacifique Sud-Ouest de la Seconde Guerre mondiale                         | Details                   |
| Saipan American Memorial             | Saipan                    | Îles Mariannes du Nord    | 24 000 soldats dont les Marines américains et les Chamorro qui sont morts pour la libération de l'île Mariana. | Mariana and Palau Islands campaign                                                   | Details                   |
| Utah Beach American Monument         | Sainte-Marie-du-Mont      | France                    | VIIe corps qui libéra le péninsule du Cotentin. | Bataille de Cherbourg                                                                | Details                   |
| West Coast Memorial to the Missing   | San Francisco             | États-Unis                | 417 marins et embarqués sur les navires américains qui sont morts dans l'océan Pacifique. | Théâtre du Pacifique de la Seconde Guerre mondiale                                   | Details                   |
| Western Naval Task Force Marker      | Casablanca                | Maroc                     | U.S. Western Task Force qui mena la première grande opération sous-marine transcontinentale. | Operation Torch                                                                      | Details                   |
| Guerre de Corée                      |                           |                           | |                                                                                      |                           |
| Korean War Monument at Busan         | Busan                     | Corée du Sud              | Aux membres des forces américaines qui ont combattu pendant la guerre de Corée. | Guerre de Corée                                                                      | Details                   |